# Ampelo (mártir)
Ampelo (fallecido en 302) es un mártir venerado por las Iglesias ortodoxa y católica, que celebran su memoria litúrgica el 20 de noviembre. Fue asesinado por los romanos junto con su compañero, Cayo, durante el reinado de Diocleciano.